# Love Potion No. 9 (nummer)
Love Potion No. 9 is een liedje dat in 1959 is geschreven door Jerry Leiber en Mike Stoller. In hetzelfde jaar werd het opgenomen door de Amerikaanse R&B-groep The Clovers, die er de 23e plaats mee haalde in de Billboard Hot 100.
In 1963 zette de Britse popgroep The Searchers het nummer op zijn debuutalbum Meet the Searchers. Het jaar daarop kwam het nummer in de Verenigde Staten uit als single. Het haalde de derde plaats in de Billboard Hot 100. In Groot-Brittannië en Nederland is het nummer niet uitgebracht. In Nederland was wel de Duitse versie verkrijgbaar, met What have they done to the rain op de achterkant. Deze plaat haalde de hitparade niet.

## Het nummer
De zanger vertelt dat hij een flop is met meisjes. Daarom bezoekt hij een zigeunerin. Ze leest zijn handpalm, geeft hem een knipoog en meent dat hij ‘liefdesdrank nummer 9’ nodig heeft. Na het nemen van het drankje begint hij alles wat hij voor zijn ogen krijgt te kussen, maar als hij een politieman kust, breekt deze het flesje liefdesdrank.
The Clovers namen het nummer twee keer op, de tweede maal met de extra regels:
I had so much fun that I'm going back again,
I wonder what happens with Love Potion Number Ten?
Deze versie verscheen op de langspeelplaat Love Potion Number 9, die uitkwam op 1 januari 1960.
The Searchers baseerden zich op de eerste versie, maar enkele andere artiesten die het nummer later opnamen, zongen de tweede versie.
Veel artiesten veranderden de regel I've been this way since 1956. The Downliners Sect maakte daar in 1980 bijvoorbeeld ‘1966’ van.
In het nummer Poetry in motion (1960) van Johnny Tillotson wordt naar het nummer verwezen met de tekst No number 9 love potion could make me love her more.

## Andere versies
Behalve door The Clovers en The Searchers is het nummer onder andere opgenomen door:
- Wayne Fontana and The Mindbenders (1963)
- Ronnie James Dio (1964)
- Herb Alpert & The Tijuana Brass (1965)
- Gary Lewis & the Playboys (1965)
- Tony Jackson and the Vibrations (1965) (Tony Jackson was een oud-lid van The Searchers)
- The Ventures (1965)
- Johnny 'Hammond' Smith (1966) (als titelnummer van het gelijknamige album)
- The Coasters (1971)
- Elkie Brooks (1976)
- The Downliners Sect (1980)
- Lee Towers (1981) (haalde plaats 23 in de Nederlandse Top 40)
- Alvin and the Chipmunks (1988)
- Carole Davis (1992) (tijdens de aftiteling van de gelijknamige film)
- Neil Diamond (1993)
- The White Stripes (1997)
- Robert Plant (2008)

De meeste versies van het nummer zijn gebaseerd op het originele rock-'n-rollarrangement. De versie van Lee Towers is de enige waar door middel van een bigbandarrangement swing aan is toegevoegd.
De film Love Potion No. 9 is door het nummer geïnspireerd; het nummer is ook in de film te horen.